# Kioga
Kioga lub Kyoga – jezioro położone w Ugandzie pomiędzy Jeziorem Alberta i Jeziorem Wiktorii i połączone z nimi Nilem Wiktorii.